# Задача трёх узников
Задача трёх узников — парадокс в теории вероятностей, впервые опубликованный Мартином Гарднером в 1959 году. Задача имеет общую природу с парадоксом Монти Холла и не является парадоксом в узком смысле этого слова.

## Формулировка
Трое заключённых, A, B и С, заключены в одиночные камеры и приговорены к смертной казни. Губернатор случайным образом выбирает одного из них и милует его. Стражник, охраняющий заключённых, знает, кто помилован, но не имеет права сказать этого. Заключённый A просит стражника сказать ему имя того (другого) заключённого, кто точно будет казнён: «Если B помилован, скажи мне, что казнён будет C. Если помилован C, скажи мне, что казнён будет B. Если они оба будут казнены, а помилован я, подбрось монету, и скажи имя B или C».
Стражник говорит заключённому A, что заключённый B будет казнён. Заключённый A рад это слышать, поскольку он считает, что теперь вероятность его выживания стала 1/2, а не 1/3, как была до этого. Заключённый A тайно говорит заключённому С, что B будет казнён. Заключённый С также рад это слышать, поскольку он всё ещё полагает, что вероятность выживания заключённого А — 1/3, а его вероятность выживания возросла до 2/3. Как такое может быть?

## Решение
Правильный ответ заключается в том, что заключённый A не получил информацию о своей собственной судьбе. Заключённый A до того, как спросить стражника, оценивает свои шансы как 1/3, так же как B и C. Когда стражник говорит, что B будет казнён, это всё равно, что вероятность того, что С помилован (вероятность 1/3), или A помилован (вероятность 1/3) и монета, выбиравшая между B и C, выбрала B. (Вероятность — 1/2; в целом вероятность того, что назван B — 1/6, поскольку A помилован). Поэтому, узнав, что B будет казнён, заключённый A оценивает шансы на помилование таким образом: его шансы теперь — 1/3, но теперь, зная, что B точно будет казнён, шансы С на помилование теперь 2/3.

### Математическая формулировка
Обозначим {\displaystyle A,B} и {\displaystyle C} как события, означающие, что соответствующий заключённый будет помилован, и {\displaystyle b} событие, означающее, что охранник назовёт имя B. Тогда, используя теорему Байеса вероятность помилования заключённого A:
{\displaystyle P(A\mid b)={\frac {P(b\mid A)P(A)}{P(b\mid A)P(A)+P(b\mid B)P(B)+P(b\mid C)P(C)}}=}
{\displaystyle ={\frac {{\tfrac {1}{2}}\times {\tfrac {1}{3}}}{{\tfrac {1}{2}}\times {\tfrac {1}{3}}+0\times {\tfrac {1}{3}}+1\times {\tfrac {1}{3}}}}={\tfrac {1}{3}}.}

## Интуитивное решение
Заключённый A имеет шансы на помилование 1/3. Знание того, кто из B и C будет казнён, не меняет этого шанса. После того как заключённый А узнаёт, что B будет казнён, он осознаёт, что если он сам не помилован, то шанс того, что C будет помилован, теперь 2/3.

## Материалы для понимания
Так же, как с проблемой Монти Холла, здесь будет полезно посмотреть на эту проблему с разных точек зрения.

### Список возможных случаев
Могут возникнуть следующие случаи:
1. A помилован, и стражник объявляет, что B будет казнён: 1/3×1/2=1/6 от всех случаев
2. A помилован, и стражник объявляет, что C будет казнён: 1/3×1/2=1/6 от всех случаев
3. B помилован, и стражник объявляет, что C будет казнён: 1/3 от всех случаев
4. C помилован, и стражник объявляет, что B будет казнён: 1/3 от всех случаев

С оговоркой, что в ситуации когда А помилован (вероятность такой ситуации 1/3) стражник случайно выбирает имя казнённого, получается шанс 1/2, что он скажет «B» и 1/2 что он скажет «C». Это означает, что вероятности: 1/6 в то время как (1/3 [А действительно помилован] * 1/2 [стражник называет B]), стражник называет B, потому что A помилован, и (1/3 [А действительно помилован] * 1/2 [стражник называет C]) стражник называет C, потому что A помилован. Всего это составляет 1/3 от всех случаев (1/6 + 1/6) когда А помилован.
Теперь ясно, что  стражник отвечает «Казнён будет B» на вопрос заключённого А (это случаи 1 и 4)  в 1/2 от всех случаев; 1/3 — вероятность того, что С помилован, но A всё равно будет казнён (случай 4); и только 1/6 — вероятность того, что A помилован (случай 1). Следовательно, шансы С: (1/3)/(1/2)=2/3, шансы A: (1/6)/(1/2)=1/3.
Основной загвоздкой здесь является то, что стражник не может говорить имя того, кто будет помилован. Если исключить это условие, исходную задачу можно переформулировать так: заключённый просит стражника сказать ему судьбу одного из двух заключённых B и С, не уточняя, кто будет казнён. В этом случае стражник подбрасывает монету, чтобы выбрать между B и С, и затем говорит судьбу одного из них. При такой формулировке возможны следующие случаи.
1. A помилован, стражник говорит: B будет казнён (1/6)
2. A помилован, стражник говорит: C будет казнён (1/6)
3. B помилован, стражник говорит: B помилован (1/6)
4. B помилован, стражник говорит: C будет казнён (1/6)
5. C помилован, стражник говорит: B будет казнён (1/6)
6. C помилован, стражник говорит: C помилован (1/6)

Все исходы имеют равную вероятность — 1/6. Итак: стражник в этой ситуации все равно выбирает из 6 случаев, и он всё ещё не может раскрыть карты и сказать, кто же помилован. В случае 3 стражник не может сказать, что B помилован, поэтому он скажет, что C будет казнён (что будет правдой, ведь если помилован B, заключённые A и C будут казнены). Также и в случае 6, когда помилован C, но стражник, не имеющий права этого говорить, назовёт одного из тех, кто будет казнён — он назовёт заключённому А имя заключённого B. Это доводит вероятность случаев 4 и 5 до 1/3, что приводит нас к изначальным результатам.

## В чём парадокс?
Люди думают, что вероятность 1/2, потому что они игнорируют суть вопроса, который заключённый A задаёт стражнику. Если бы стражник мог ответить на вопрос «Будет ли заключенный B казнен?», тогда в случае положительного ответа вероятность казни А действительно бы уменьшалась с 2/3 до 1/2.
То ограничение, которое есть в оригинальной задаче трёх узников, делает вопрос заключённого A бесполезным, ведь с вероятностью 100 % будут казнены два заключённых. То есть, даже если А помилован, ему назовут любое имя; если A приговорён к казни, то, значит, с ним вместе будет казнён ещё один заключённый, его имя и назовут заключённому А.
Получается, заключённый А своим вопросом просто узнаёт тот факт, что один из заключённых B и С будет казнён, что и так ясно из условий задачи.